# Seznam po Titu poimenovanih krajev in mest
Seznam po Titu poimenovanih krajev, mest in drugega
Še za Titovega življenja in pa po smrti 1980 je bilo več mest v Jugoslaviji poimenovanih po njem. V vsaki republiki in pokrajini je bilo imenovano po eno. Kasneje, v 1990. letih pa so dobila prvotna imena.

## Mesta
- Titograd - Podgorica, Črna gora (13. julij 1946 - 2. april 1992)
- Titov Drvar - Drvar, Bosna in Hercegovina (1981 - 1991)
- Titova Korenica - Korenica, Hrvaška (5. december 1945 - 7. februar 1997 [1][2])
- Titova Mitrovica - Kosovska Mitrovica, Kosovo (1981 - 1992)
- Titovo Užice - Užice, Srbija (1946 - 1992)
- Titovo Velenje - Velenje, Slovenija (10. oktober 1981 - 17. julij 1990 [3][4])
- Titov Veles - Veles, Makedonija (1946 - 1992)
- Titov Vrbas - Vrbas, Vojvodina (1983 [5] - 1992)

## Ulice, ceste in trgi v Sloveniji
Cesta maršala Tita
- Jesenice

Titov trg
- Koper
- Postojna
- Velenje

Titova cesta
- Maribor
- Postojna
- Radenci
- Senovo
- Ljubljana

Titova ulica
- Logatec
- Radeče

Trg maršala Tita
- Ilirska Bistrica
- Tolmin

## Gora
- Titov Vrv (2.748 m), Šar planina, Makedonija.

## Asteroid
- Asteroid 1550 Tito.